# Jan Klemens Branicki (hetman)
Jan Klemens Branicki herbu Gryf (ur. 21 września 1689 w Tykocinie lub Białymstoku, zm. 9 października 1771 w Białymstoku) – hrabia na Branicach, Ruszczy i Tykocinie, miecznik wielki koronny, hetman polny koronny (1735–1752), hetman wielki koronny (1752), kasztelan krakowski, wojewoda krakowski od 1746, chorąży wielki koronny w latach 1724–1746, starosta brański, starosta mościcki w 1744 roku, prezes Komisji Wojskowej Koronnej.
Jeden z największych polskich magnatów XVIII w. Właściciel 12 miast, 257 wsi i 17 pałaców. Ostatni męski przedstawiciel rodu Branickich herbu Gryf. Kawaler (hiszpańskiego) orderu Złotego Runa.
Był jedynym synem wojewody podlaskiego Stefana Mikołaja Branickiego i Katarzyny z Sapiehów. Drugie imię, Klemens, przybrał później, zamiast nadanego na chrzcie imienia Kazimierz, nawiązując tym do tradycji rodu, w którym imiona Jan Klemens nosili zasłużeni przodkowie. Rodzice wybrali dla niego karierę wojskową.

## Życiorys

### Młodość
W celu zapoznania się z uważaną wówczas za przodującą francuską sztuką wojskową, służył w młodości w wojsku francuskim. Do Polski wrócił w 1709 r. W tym samym roku umarł jego ojciec.
Młodego, obiecującego, ale pozbawionego doświadczenia politycznego magnata chciały skaptować dla siebie różne, zwalczające się nawzajem stronnictwa. Branicki związał się z kanclerzem litewskim Karolem Stanisławem Radziwiłłem. Ożenił się z jego córką Katarzyną (1709) i zasadniczo, mimo przejściowych związków z Czartoryskimi, wspierał działania Radziwiłłów i frakcji patriotycznej, dążącej do utrzymania korzystnego dla magnaterii ustroju Rzeczypospolitej.

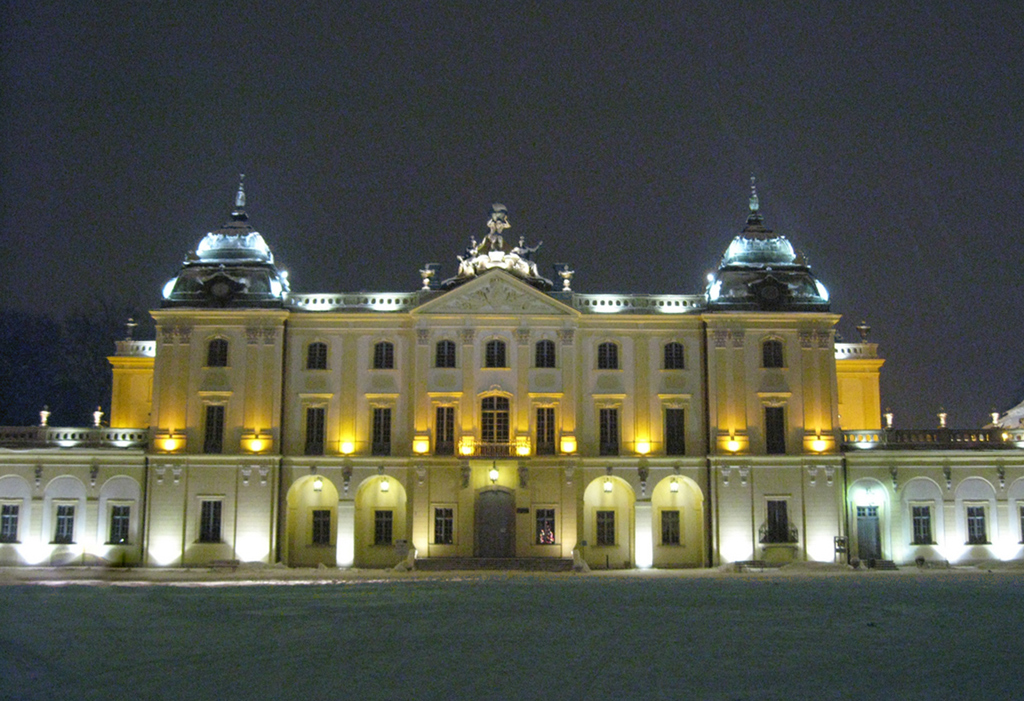
Pałac Branickich w Białymstoku, tak zwany Wersal Podlasia

Przez następne kilkanaście lat nie udzielał się praktycznie publicznie, czas spędzając głównie na upiększaniu wraz z żoną wersalu podlaskiego oraz zabawach i hulankach w magnackich siedzibach i na królewskim dworze Augusta II. Był w tym czasie nie najpośledniejszym członkiem Bractwa Wrogów Wstrzemięźliwości, któremu patronował August II Mocny. Pozycja społeczna i majątkowa Jana Klemensa powodowała, że nie zapominano o nim przy rozdawnictwie dochodowych beneficjów i urzędów. Teść załatwił mu jeszcze w 1709 r. starostwo brańskie. Następnie otrzymał starostwo bielskie (1719) i krośnieńskie (1720). W 1723 r. został podczaszym wielkim litewskim, a w 1724 rozpoczął karierę wojskową od chorążostwa wielkiego koronnego. Poseł ziemi bielskiej na sejm 1724 roku. Już w lutym 1728 r. udało mu się uzyskać ważne stanowisko generała artylerii koronnej po zmarłym Janie Stanisławie Kątskim. W tym też roku miał okazję zaprezentować szerokiej publiczności swój słynny już białostocki pałac, a jednocześnie zaskarbić sobie królewską wdzięczność, został wówczas kawalerem Orderu Orła Białego. Przez kilka miesięcy gościł króla, który zachorował podczas powrotu z sejmu w Grodnie. Około 1730 roku zmarła pierwsza żona Branickiego. Drugie małżeństwo z Barbarą Szembekówną, rozwiedzioną z Sewerynem Rzewuskim, zostało szybko rozwiązane już po 2 latach.
W 1733 roku opowiedział się za Augustem III, jako deputat  podpisał jego pacta conventa. Powracającego z koronacji królewskiej w Krakowie generała artylerii uwięzili walczący w obronie interesów Stanisława Leszczyńskiego, konfederaci dzikowscy pod przewodnictwem Adama Tarły. Branicki, który poddał się konfederatom bez jednego wystrzału, kilka miesięcy spędził jako więzień w Jarosławiu i Kamieńcu Podolskim. Został uwolniony przez wojsko rosyjskie wspierające Augusta III. Wierność królowi wynagrodzona została mianowaniem 9 listopada 1735 r. niemającego zasług wojskowych Jana Klemensa Branickiego hetmanem polnym koronnym. Postawiło to go wśród najważniejszych dygnitarzy królestwa. W 1735 roku podpisał uchwałę Rady Generalnej konfederacji warszawskiej. Nadal zbierał również intratne starostwa. W 1744 r. mościskie, w 1750 złotoryjskie, a także później bohusławskie. Pozycję magnata utwierdziło mianowanie go przez króla w 1746 r. wojewodą krakowskim, jednym z trzech najbardziej prestiżowych świeckich urzędników senatorskich. W 1745 r. Branicki założył w Białymstoku pierwszą w Polsce uczelnię wojskową – Wojskową Szkołę Budownictwa i Inżynierii.

### Lata dojrzałe

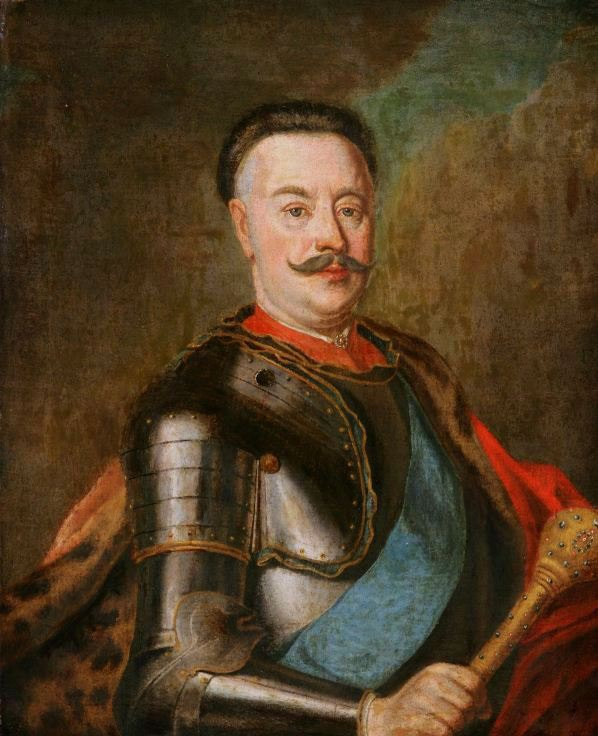
Jan Klemens Branicki; portret pędzla Augustyna Mirysa

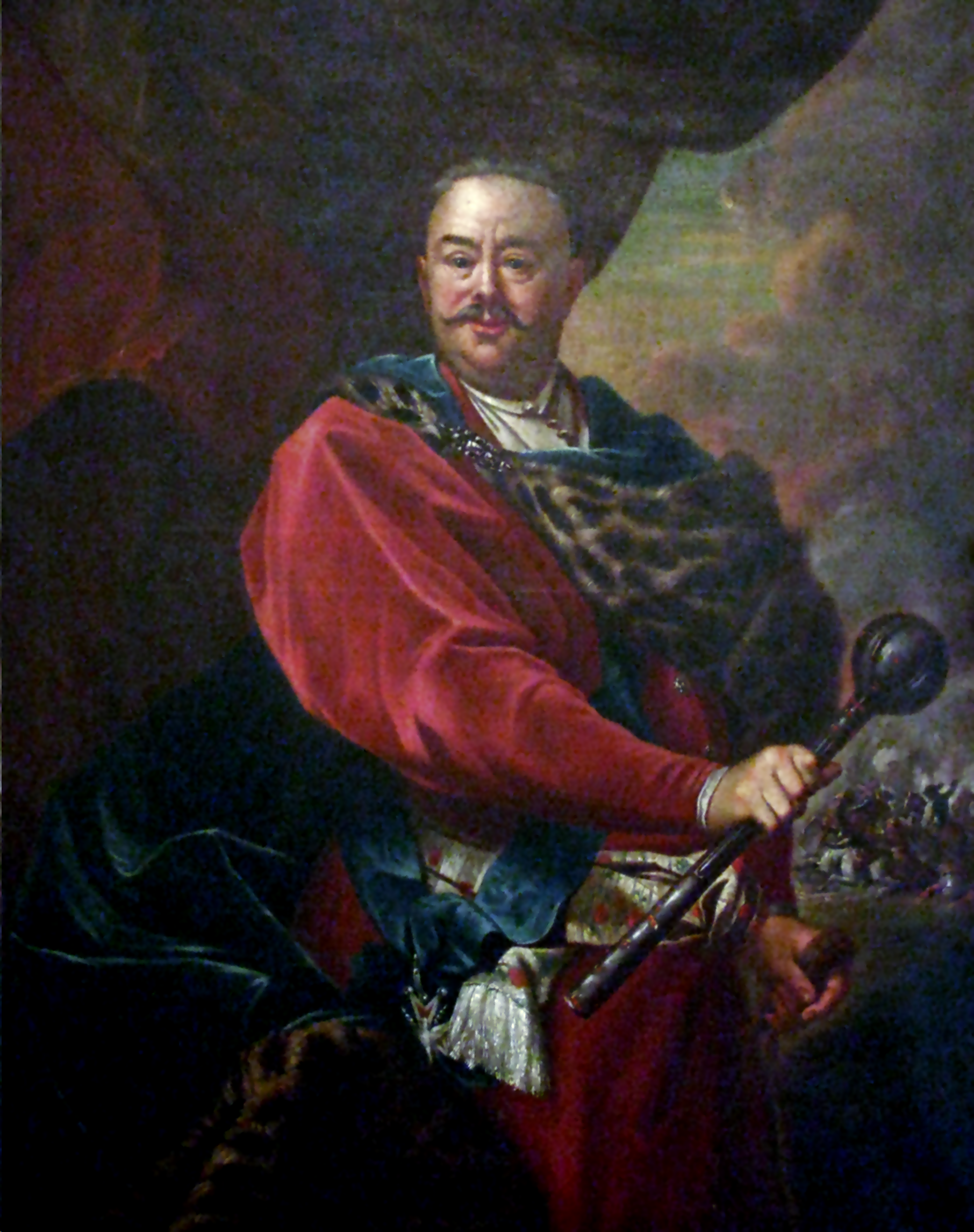
Jan Klemens Branicki

Wyrastającego na ważną postać publiczną i zdobywającego wpływy w wojsku hetmana starali się przeciągnąć na swoją stronę Czartoryscy. Celowi temu miało służyć małżeństwo Branickiego z młodą wówczas Izabellą Poniatowską (koniec 1748). Zabiegi te nie dały jednak długotrwałego rezultatu. Gdy w 1751 roku umarł hetman wielki koronny Józef Potocki, Branicki w naturalny sposób, ze względu na piastowane stanowiska i majątek, stał się przywódcą będącego w opozycji do Familii stronnictwa patriotycznego. Buławę wielką otrzymał 5 czerwca 1752 roku.
Często udzielał gościny obcym dyplomatom udającym się na sejm. Na przykład w 1752 roku przebywali u niego w Białymstoku; ambasador Francji Charles François de Broglie i poseł brytyjski Charles Hanbury Williams, którzy zatrzymali się u niego w drodze na sesję sejmową. De Broglie rozpoczął swoją misję dyplomatyczną od pobytu u niego, a nie, co znamienne, w Warszawie. Poseł turecki, który odwiedził Białystok w 1755 r., powróciwszy do kraju powiedział, że w Lechistanie dwóch królów widział – większego i mniejszego [Branickiego], lecz ten mniejszy ma więcej powagi i znaczenia.
18 stycznia 1754 roku podpisał we Lwowie manifest przeciwko podziałowi Ordynacji Ostrogskiej.
Niemający zbytniego doświadczenia wojskowego, niezbyt również, według świadectwa współczesnych, grzeszący roztropnością oraz podatny na naciski i pochlebstwa magnat, stał się przedmiotem intryg i gier politycznych. Już wcześniej ulegał, będącemu agentem francuskim, generałowi Andrzejowi Mokronowskiemu, częstemu gościowi w Białymstoku, posądzanemu zresztą o zażyłe kontakty z młodą żoną hetmana. Teraz nad Branickim pracował ambasador Francji Charles François de Broglie. Wojewoda krakowski, hetman wielki koronny, jeden z najbogatszych ludzi w Rzeczypospolitej zaczął od rządu francuskiego pobierać pensję i realizować francuską politykę. Utrzymywał też kontakty z dworem pruskim.
Na polityczne decyzje hetmana wpływał przez pewien czas sekretarz Johann Beck, który w początkach wojny siedmioletniej nakłonił hetmana do zmiany orientacji profrancuskiej na pruską. Gdy hetman zauważył, że polityka Becka wystawia go na pośmiewisko odesłał go do Gdańska pod opiekę tamtejszego rezydenta pruskiego. Lepiej służył Branickiemu Wacław Betański, który w 1755 roku pojawił się w Polsce razem z poselstwem austriackim, a który w 1758 roku został nowym sekretarzem Branickiego, ale i on służył pomocą wszystkim, którzy chcieli wywrzeć wpływ na hetmana.
W czasie wojny siedmioletniej (1756–1763) hetman nie podejmował praktycznie żadnych środków przeciwko naruszeniom granic Polski przez obce armie. Konflikt na tym tle z Potockimi oraz sojusz Francji z Rosją i Habsburgami przeciw Prusom spowodowały zagubienie przywódcy partii hetmańskiej i jego ponowne zbliżenie ok. 1759 r. do Czartoryskich. W tym czasie Branicki stał się reformatorem. Pod jego patronatem powstał memoriał Stanisława Konarskiego O skutecznym rad sposobie, postulujący m.in. zniesienie liberum veto. W 1762 r. hetman wielki koronny został kasztelanem krakowskim, tym samym piastował dwie najwyższe godności świeckie w królestwie. Myślał już w tym czasie o wystawieniu swojej kandydatury podczas nieuchronnie zbliżającej się elekcji po schorowanym Auguście III. Plany te doprowadziły do poróżnienia z Czartoryskimi, gdy stało się jasne, że mają oni swojego kandydata w osobie wojewody ruskiego Augusta Aleksandra Czartoryskiego.

### Schyłek życia

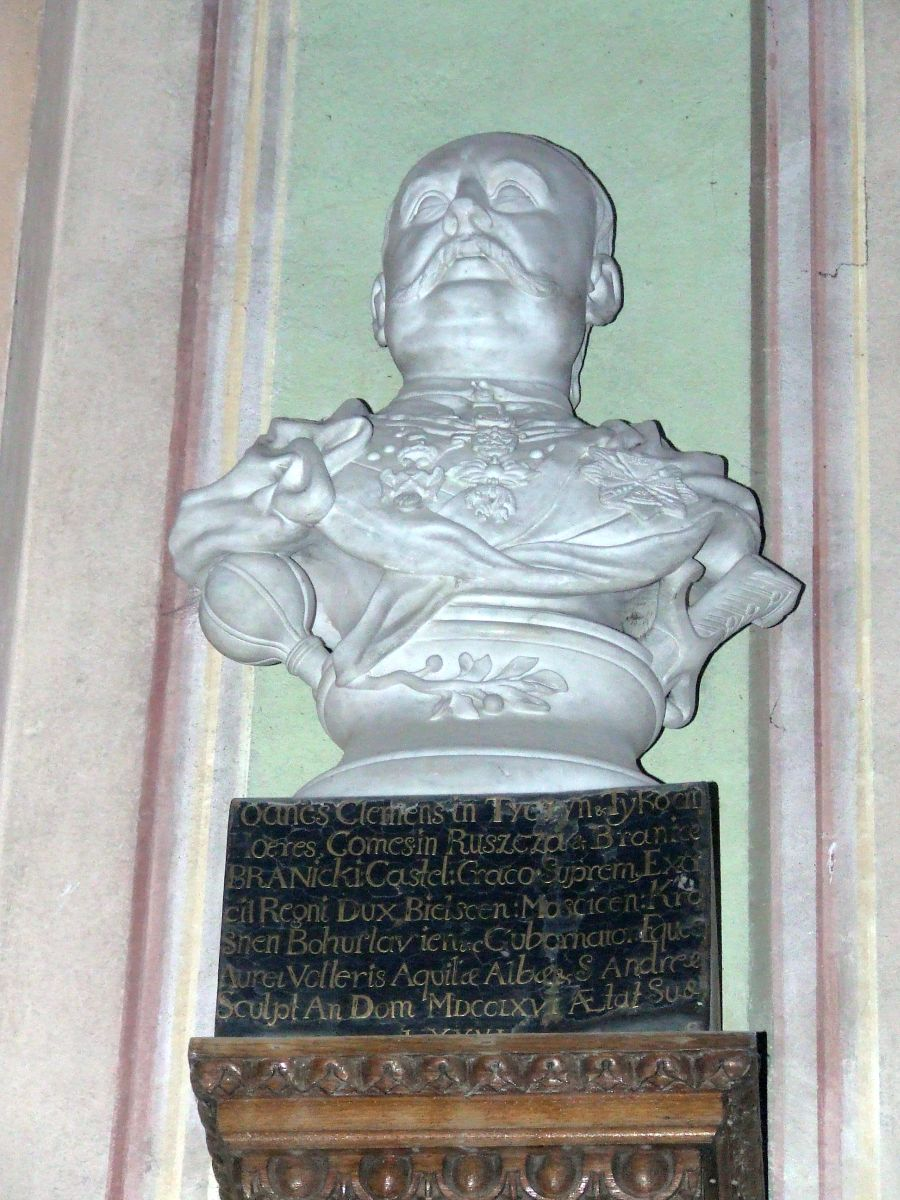
Popiersie w kościele Świętej Trójcy w Tykocinie

Branicki zbliżył się do dworskiej partii saskiej i skupił wokół siebie przeciwników Czartoryskich. 7 maja 1764 roku podpisał manifest, uznający odbywający się w obecności wojsk rosyjskich sejm konwokacyjny za nielegalny. Próbował uzyskać pomoc Turcji i chciał organizować zbrojny opór. Czartoryscy doprowadzili do pozbawienia hetmana władzy nad wojskiem ustanawiając Komisję Wojskową Koronną. 75-letni Branicki szybko został zmuszony przez wojska Familii i rosyjskie, dowodzone przez Franciszka Ksawerego Branickiego (z innej rodziny Branickich, pochodzenia ruskiego, która pieczętowała się herbem Korczak, późniejszego hetmana wielkiego i targowiczanina), do wycofania się na Węgry. Dzięki wstawiennictwu dyplomacji francuskiej oraz pośrednictwu żony (siostry nowego króla) doszedł do porozumienia z Familią i powrócił do ukochanego Białegostoku.
13 kwietnia 1764 roku wobec zbrojnej interwencji Katarzyny II, Jan Klemens Branicki i grupa przychylnych mu senatorów zażądała, by prymas Władysław Aleksander Łubieński zwołał pospolite ruszenie, ten jednak odmówił, wtedy grupa 14 senatorów przesłało pisma do dworów w Petersburgu i Berlinie wzywające do nieingerowania w sprawy polskie. Poseł rosyjski Herman Karl von Keyserling zdecydował się pisma nie przyjąć, pod pozorem że tytulatura imperatorowej jest w niej źle napisana, przyjęli je natomiast Gédéon Benoît i król Fryderyk II, nie chcąc zrażać do końca tych którzy widzieli oparcie dla Polski w Prusach. Poseł austriacki Florimont-Claude Mercy-Argenteau, zachęcał Branickiego i jego stronników do konfederacji, lecz nie udało się ostatecznie jej zorganizować.
W 1764 roku został wyznaczony senatorem rezydentem.
Pozbawiony faktycznego wpływu politycznego i podeszły już wiekiem Branicki nie mógł wybaczyć Czartoryskim doznanych upokorzeń. Niegdysiejszy protektor Konarskiego ostrzegał przed nimi dwór berliński i petersburski zarzucając im, że dążą do zniesienia liberum veto. W kontrolowanej przez ambasadora rosyjskiego w Rzeczypospolitej, antykrólewskiej konfederacji radomskiej (1767–1768), widział szansę na powrót do znaczenia politycznego i przywrócenie hetmańskich prerogatyw. Szybko jednak zrozumiał, że dla aroganckiego posła rosyjskiego Nikołaja Repnina jest jedynie pionkiem w grze o przywołanie do porządku, czyli posłuszeństwa wobec Rosji, Czartoryskich i Stanisława Augusta Poniatowskiego. Wziął udział w przygotowaniu konfederacji barskiej (1768–1772). Ze względu na wiek, czynny udział w działaniach zbrojnych był dla niego już niemożliwy. Udzielał jednak konfederatom wsparcia finansowego.

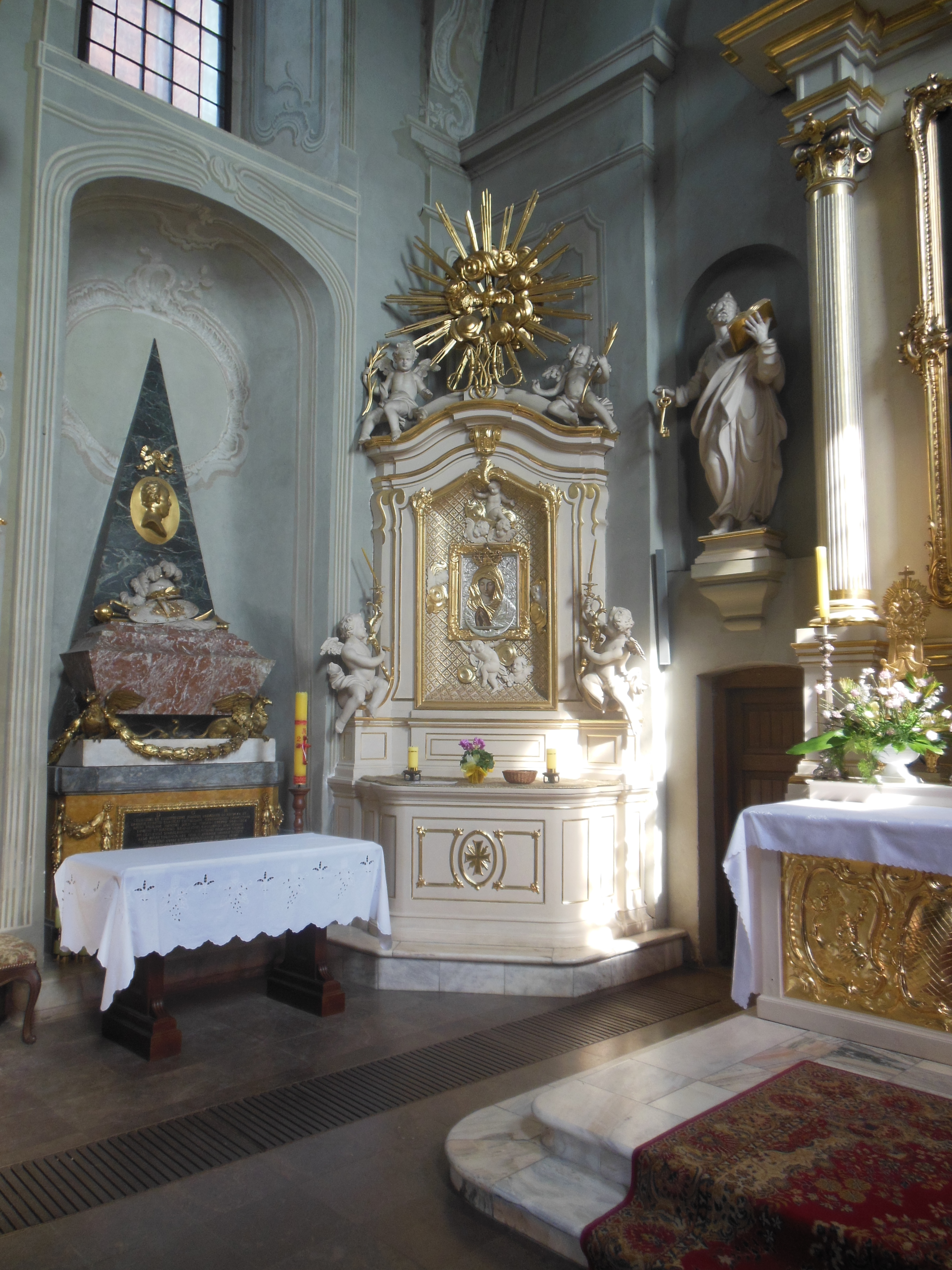
Ołtarz boczny w starym kościele przy kościele katedralnym w Białymstoku, po lewej widoczny nagrobek hetmana, zawierający urnę z sercem Branickiego.

Zmarł w Białymstoku 9 października 1771 roku. Pochowany został w Krakowie w kościele św. św. Piotra i Pawła, natomiast z fundacji żony Izabeli w 1778 w starym kościele farnym w Białymstoku ustawiono nagrobek hetmana, zawierający urnę z sercem Branickiego.
W 1758 odznaczony rosyjskim orderem Św. Andrzeja Apostoła Pierwszego Powołania, kawaler francuskiego Orderu Świętego Ludwika. W 1757 roku odznaczony Orderem św. Aleksandra Newskiego.

### Kontrowersje
Ocena Jana Klemensa Branickiego jako postaci historycznej nie jest jednoznaczna. Był typowym przedstawicielem XVIII-wiecznej magnaterii z jej przywarami. Nie można mu odmówić patriotyzmu, rozumianego jednak w swoisty sposób i zdominowanego przez osobiste ambicje, które powodowały dostosowywanie działań politycznych do prywatnych oczekiwań. Próby wykorzystywania pomocy obcych dworów i wojsk były wówczas na porządku dziennym i w tym względzie Branicki nie wyróżniał się na niekorzyść w stosunku do swoich głównych przeciwników, Czartoryskich. Charakteryzowany przez współczesnych jako człowiek wzrostu miernego, twarzy miłej, przystojny, noszący się po polsku, z reprezentacyjnymi manierami byłby dobrym marszałkiem nadwornym. Okoliczności uczyniły go hetmanem i jednym z głównych rozgrywających sceny politycznej.